# Savoia-Marchetti SM.84
Савоя-Маркетті SM.84 (італ. Savoia-Marchetti SM.84) — італійський середній бомбардувальник, що перебував на озброєнні військово-повітряних сил Італії під час Другої світової війни.

## Історія створення

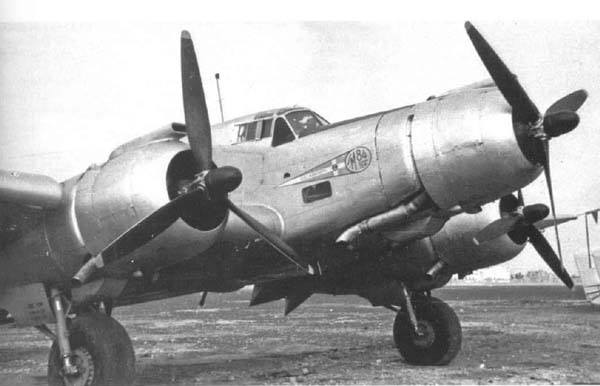
Передня частина SM.84

SM.84 розроблявся як заміна для основного бомбардувальника Італійських ВПС — SM.79. Для зменшення «сліпих» зон для верхньої турелі на новому літаку було двокілеве хвостове оперення, також характерний «горб» SM.79 був замінений на турель з круговим обстрілом. Також було посилено бронювання і встановили протектовані паливні баки. Літак залишався монопланом змішаної дерев'яно-металевої конструкції. Також було вирішено використати потужніші двигуни Piaggio P.XI RC40, які, правда, були менш надійними за Alfa Romeo.
Перший прототип піднявся в повітря 5 червня 1940 року. Перші польоти показали безліч недоліків SM.84: двигуни були ненадійними і не давали заявленої потужності, недостатня площа хвостового оперення і більша маса погіршували керованість в польоті і особливо при посадці. Але командування вирішило, що ці недоліки будуть вирішені в процесі виробництва і в кінці 1940 SM.84 був запущений в серійне виробництво. Початкове замовлення склало 307 літаків, але реально було виготовлено тільки 246.

## Основні модифікації
- SM.84 — оснащувався двигунами Piaggio P.XI RC40 потужністю 1000 к.с. Захисне озброєння складалось з чотирьох 12,7-мм кулеметів (по одному в верхній турелі, нижній установці і бокових вікнах). Маса бомбового навантаження — 2000 к.с. (98 екз.)
- SM.84bis — оснащувався двигунами Piaggio P.XIbis RC40(доопрацьовані надійніші двигуни).

## Тактико-технічні характеристики

### Технічні характеристики
- Довжина: 17,93 м
- Висота: 5,42 м
- Розмах крила: 21,13 м
- Площа крила: 60,8 м ²
- Маса порожнього: 8950 кг
- Маса спорядженого: 13 600 кг
- Двигун: 3 × Piaggio P.XI RC40
- Потужність: 3 × 1000 к. с.

### Льотні характеристики
- Максимальна швидкість: 467 км/год
- Дальність польоту: 2040 км
- Практична стеля: 7900 м
- Час підйому на 4000 м.: 10 хв. 54 с.

## Історія використання

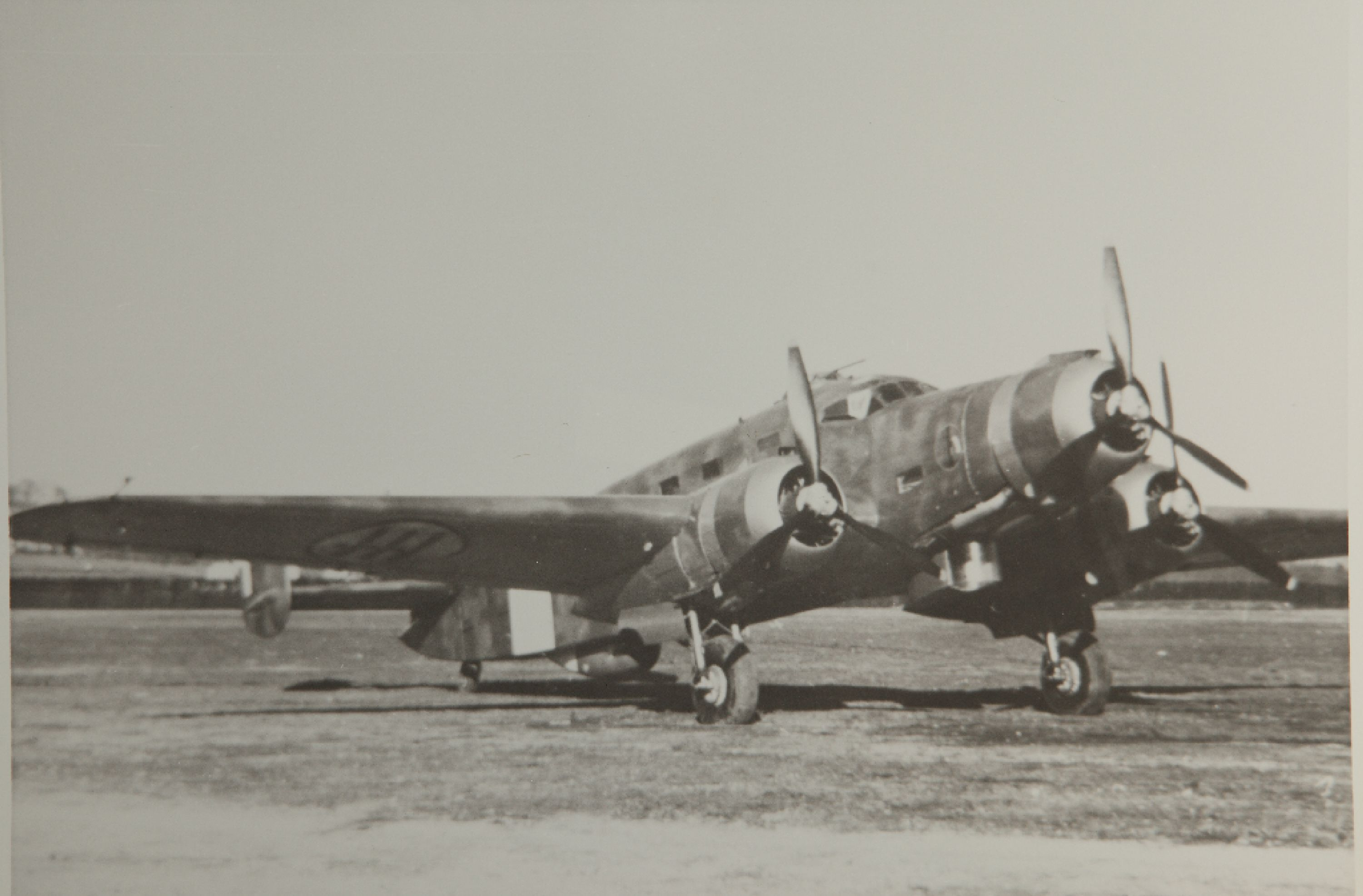

Першими SM.84 отримали торпедоносні частини ВПС: 41-а окрема група в лютому 1941, і 36-й стормо в травні. Перший бойовий виліт відбувся 13 травня 1941 року, коли SM.84 безрезультатно шукали британський флот в Егейському морі. 16 травня SM.84 завдали удару по аеропорту Нікосії на Кіпрі, в наступні дні вильоти продовжувались, як проти наземних цілей, так і проти кораблів. Операції проти Кіпру продовжувались до жовтня 1941 року.
Літаки 36-го стормо почали діяти проти Мальти і британських конвоїв в вересні 1941 року. 14-15 листопада було потоплено два великі транспортні судна, але втрати від винищувачів і зенітного вогню теж були високими. До кінця року SM.84 надійшли до ще декількох частин, але через високі бойові і не бойові втрати, в травні 1942 року в строю було тільки 70 літаків, при цьому не всі повністю боєготові. Основними цілями продовжувала бути Мальта і британські кораблі.
Літом 1942 року SM.84 залучались до перехоплення великих з'єднань британського флоту під час операцій «Гарпун» і «П'єдестал». Також SM.84 намагались перешкодити висадці союзників в Північній Африці, але деколи SM.84 діяли без прикриття винищувачами, що приводило до високих втрат, і на початок 1943 року в ВПС було тільки 80 SM.84 в різному стані. Через нестачу літаків, деякі частини були знову переозброєні на SM.79, який насправді не був значно гіршим. До квітня 1943 кількість боєздатних SM.84 зменшилась до 34 літаків. 12-18 липня вони здійснили останні вильоти в складі Regia Aeronautica, коли намагались перешкодити висадці союзників на Сицилії.
Шість SM.84, які залишились на захоплені союзниками території, використовувались як транспортні, в цій самій ролі використовувались і SM.84 захоплені Німеччиною на півночі Італії.
6-10 SM.84 в 1943 році отримала Словаччина, яка включила їх в 43-ю ескадрилью. Остання встигла повоювати на Кубані, але до початку повстання в серпні 1944 року в строю залишилось тільки 2 SM.84, які в подальшому не використовувались.